# Landesökonomiekollegium
Das Landesökonomiekollegium war eine im Staat Preußen zunächst der landwirtschaftlichen Abteilung des Innenministeriums, ab 1848 dem Landwirtschaftsministerium als technischer Beirat untergeordnete „landwirthschaftliche Zentralbehörde“. Nach der Ernennung seiner ersten Mitglieder im März 1842 begann das Landesökonomiekollegium seine Tätigkeit mit der Eröffnung seiner Sitzungen am 30. Juli des Jahres.
Die ersten Versuche zur Errichtung von Landesökonomiekollegien erfolgten schon von 1811 bis 1815. So wurde am 17. Oktober 1811 die „Instruction für die General-Commissarien zur Regulirung der gutsherrlichen und bäuerlichen Verhältnisse und für die Landes-Oekonomie-Collegien“ erlassen, nachdem zuvor am 3. Oktober 1811 vom König jeweils sieben Generalkommissare ernannt wurden, „für die Kurmark den Geheimenrath und Ritterschafts Direktor von Goldbeck“ (1768–1867), Sohn von Heinrich Julius von Goldbeck, „für die Neumark den Landrath von Sack“ (* 1770), „für Niederschlesien den Regierungsrath v. Lüttwitz“ (1776–1837), „für Oberschlesien den Regierungsrath und Generallandschafts-Repräsentanten von Jordan“ (1762–1833), der Vater von Ludwig Alexander von Jordan, „für Ostpreußen den Landschaftsrath von Sydow“ (1775–1840), „für Westpreußen den Landrath Freyherrn von Schroetter“ (1779–1854), ein Sohn von Karl Wilhelm von Schrötter, sowie „für Pommern den Landstallmeister von Brauchitsch.“ Kurz danach wurden sie von Staatskanzler  von Hardenberg zusätzlich für ihr Gebiet zu „Präsidenten des Landes-Oekonomie Collegii“ ernannt.
Mit der „Verordnung wegen verbesserter Einrichtung der Provinzial-Behörden“ vom 30. April 1815 wurde das Landesökonomiekollegium aufgehoben.
Erst drei Jahrzehnte später wurde die Errichtung eines Landesökonomiekollegiums erneut in Angriff genommen, indem am 3. Mai 1841 durch König Friedrich Wilhelm IV. sowohl die Gründung des Kollegiums genehmigt, als auch Ludolph von Beckedorff zu dessen Direktor ernannt wurde. Zur Gründung im März 1842 wurden zwölf ordentliche Mitglieder ernannt; vier „aus der Klasse der Ministerial-Räthe“: Adolph Maetzke, Gottlieb Wilhelm Kette, Gustav Schwinck und Georg von Viebahn; drei „aus der Klasse der wissenschaftlichen Techniker“: Karl Friedrich Wilhelm Dieterici, Heinrich Gustav Magnus und Alexander von Lengerke; fünf „aus der Klasse der praktischen Landwirthe“: Christoph August von Bredow, Heinrich Friedrich von Itzenplitz, Johann Gottlieb Koppe, Carl von Treskow und Carl von Wulffen. Die außerordentlichen Mitglieder waren „noch nicht ernannt“. Mit Ausnahme von Alexander von Lengerke, der als Generalsekretär des Kollegiums ein jährliches Gehalt von 1600 Talern erhielt, nahmen die übrigen Mitglieder „ihre Stellung als ein Ehrenamt mit großer Bereitwilligkeit“ an.
Nach dem gedruckten „Verzeichniß der ordentlichen und außerordentlichen Mitglieder des Königlichen Landes-Oeconomie-Collegiums“ vom Januar 1867 stieg die Zahl der Mitglieder des Kollegiums auf 50: Neben dem Vorsitzenden und dem Generalsekretär waren es 28 ordentliche und 20 außerordentliche Mitglieder.
1878 sowie 1898 wurde es reorganisiert. Seit 1898 bis zu seiner Auflösung im Februar 1921 diente es den Landwirtschaftskammern für die Bearbeitung gemeinschaftlicher Angelegenheiten als Geschäftsstelle. An seine Stelle trat die Hauptlandwirtschaftskammer. Von den 34 Mitgliedern des Landesökonomiekollegiums wurden 25 gewählt, je 2 von 11 Landwirtschaftskammern sowie je eins von den Kammern in Kassel und Wiesbaden und der landwirtschaftlichen Zentralstelle für Hohenzollern, während weitere 9 Mitglieder direkt vom preußischen Landwirtschaftsministerium ernannt wurden.
Das Landesökonomiekollegium wurde jedes Jahr im Februar für mehrere Tage einberufen. Die Verhandlungen wurden anschließend in den »Landwirtschaftlichen Jahrbüchern« veröffentlicht.

## Personen
- Ludolph von Beckedorff, Direktor ab Mai 1841, Präsident ab Juni 1845.[15]
- Hans von Schwerin-Löwitz, Präsident ab 1901